# Corbeau pie
Corvus albus
Espèce
Statut de conservation UICN

 LC  : Préoccupation mineure
Répartition géographique

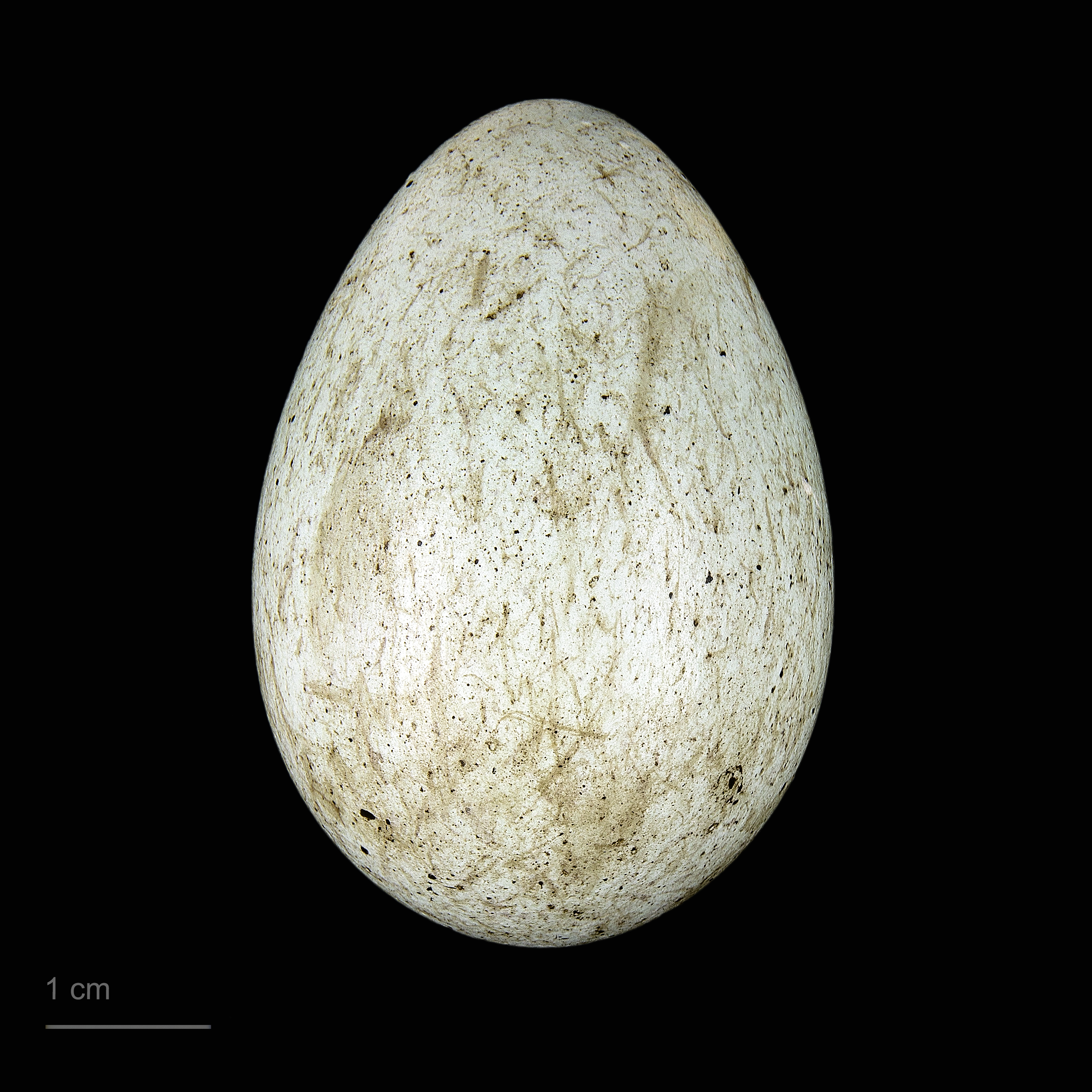
Œuf de Corvus albus - Muséum de Toulouse

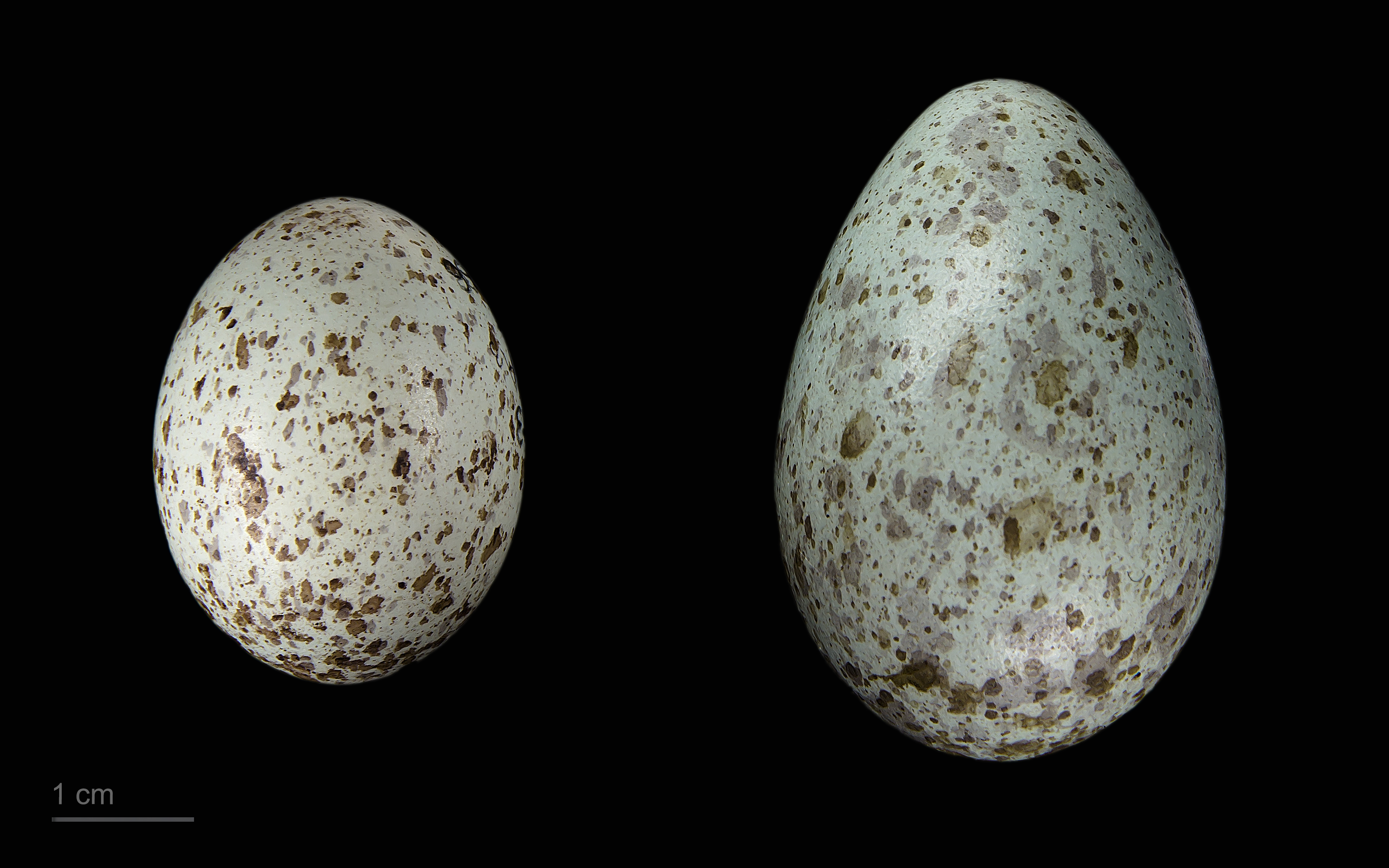
Œuf de Clamator glandarius dans une couvée de Corvus albus - Muséum de Toulouse

Le Corbeau pie (Corvus albus), aussi dit Corbeau à ventre blanc, est une espèce de passereaux de la famille des Corvidae.
L'espèce est considérée comme de préoccupation mineure par l'UICN (10/2021), et parfois plutôt comme source de désordre biologique (voir plus loin).

## Description et caractéristiques
Il est facilement reconnaissable. Son plumage est bicolore et consiste en un ensemble noir, au sein duquel contraste une sorte de gilet blanc,,. Notons que ce manteau lui vaut ses noms communs de « Corbeau pie » et de « Corbeau à ventre blanc » (et son nom scientifique qui signifie « corbeau blanc »).
Les pattes et le bec sont également foncés. Il est assez grand, avec sa cinquantaine de cm de long,. Son vol est marqué de battements de grande amplitude, mais notons qu’il se déplace volontiers en sautillant et bondissant, au sol comme sur un perchoir. Des grands groupes de centaines d’individus peuvent se former, souvent lorsqu’une zone est prometteuse pour trouver de la nourriture : abattoir, décharge, extérieurs de restaurants, etc.. C’est une espèce très opportuniste qui mange presque de tout : insectes, ‘reptiles’, graines et fruits, restes alimentaires humains, jeunes oiseaux, petits rongeurs, et même de chauves-souris ! 

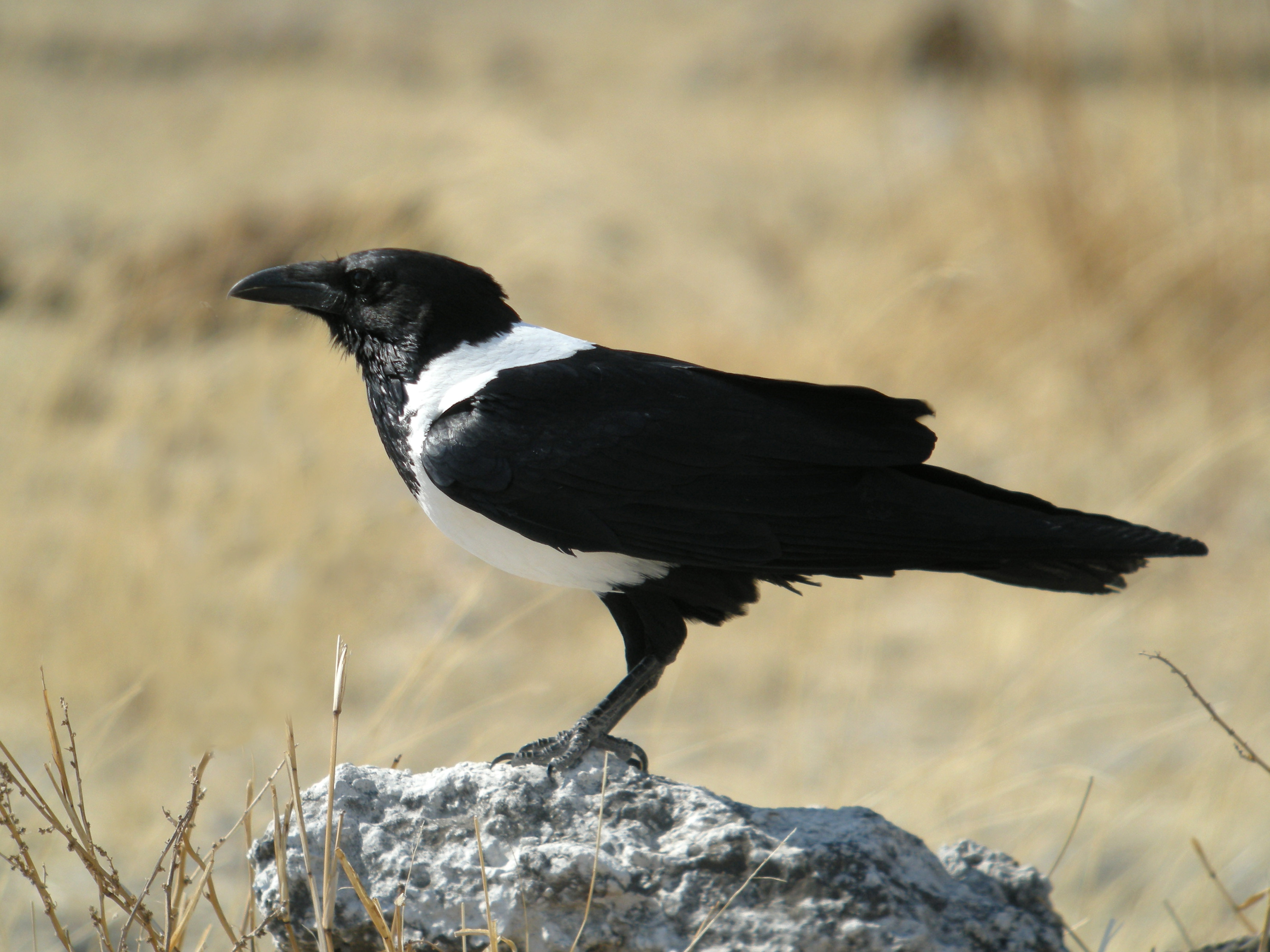
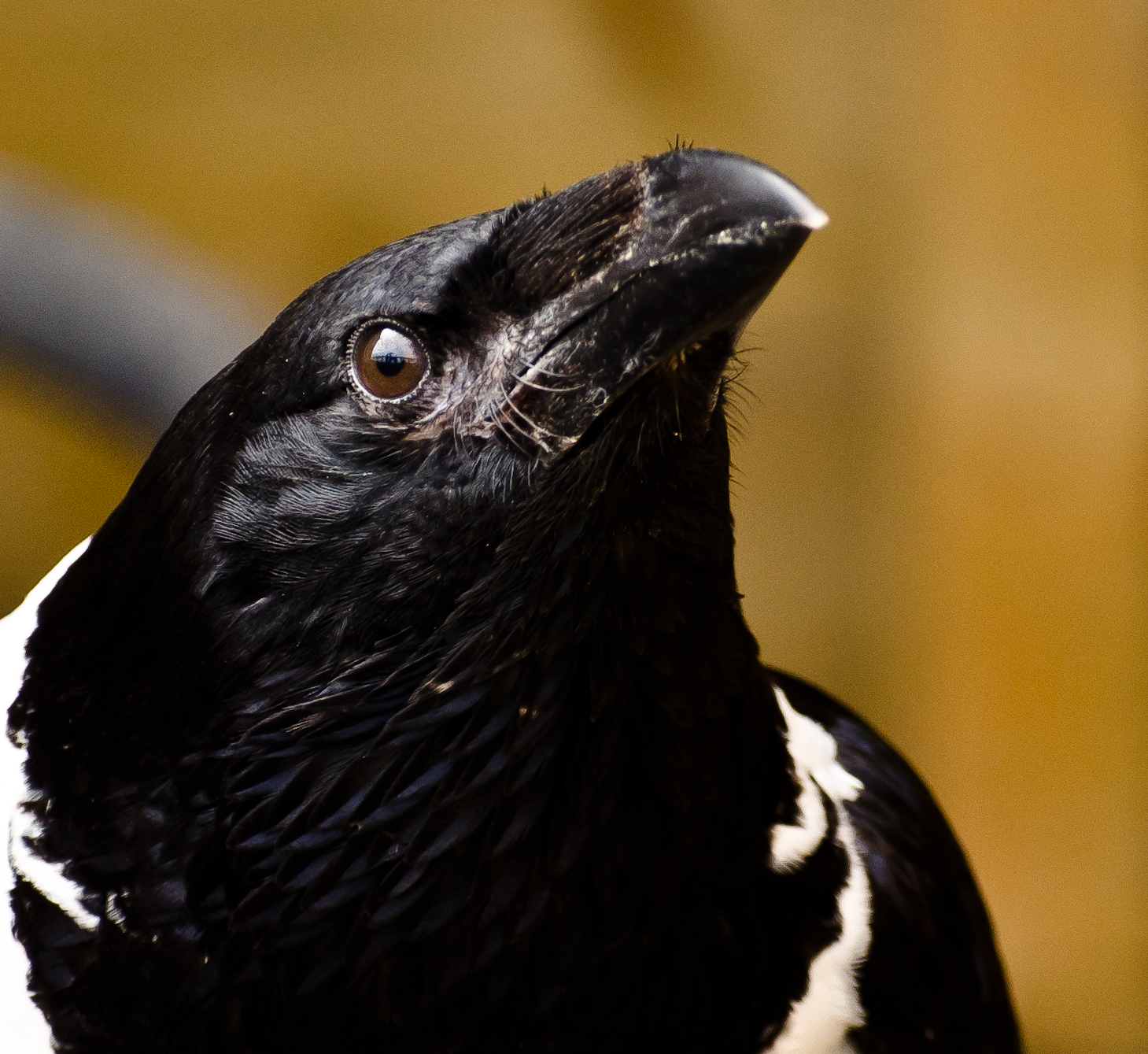
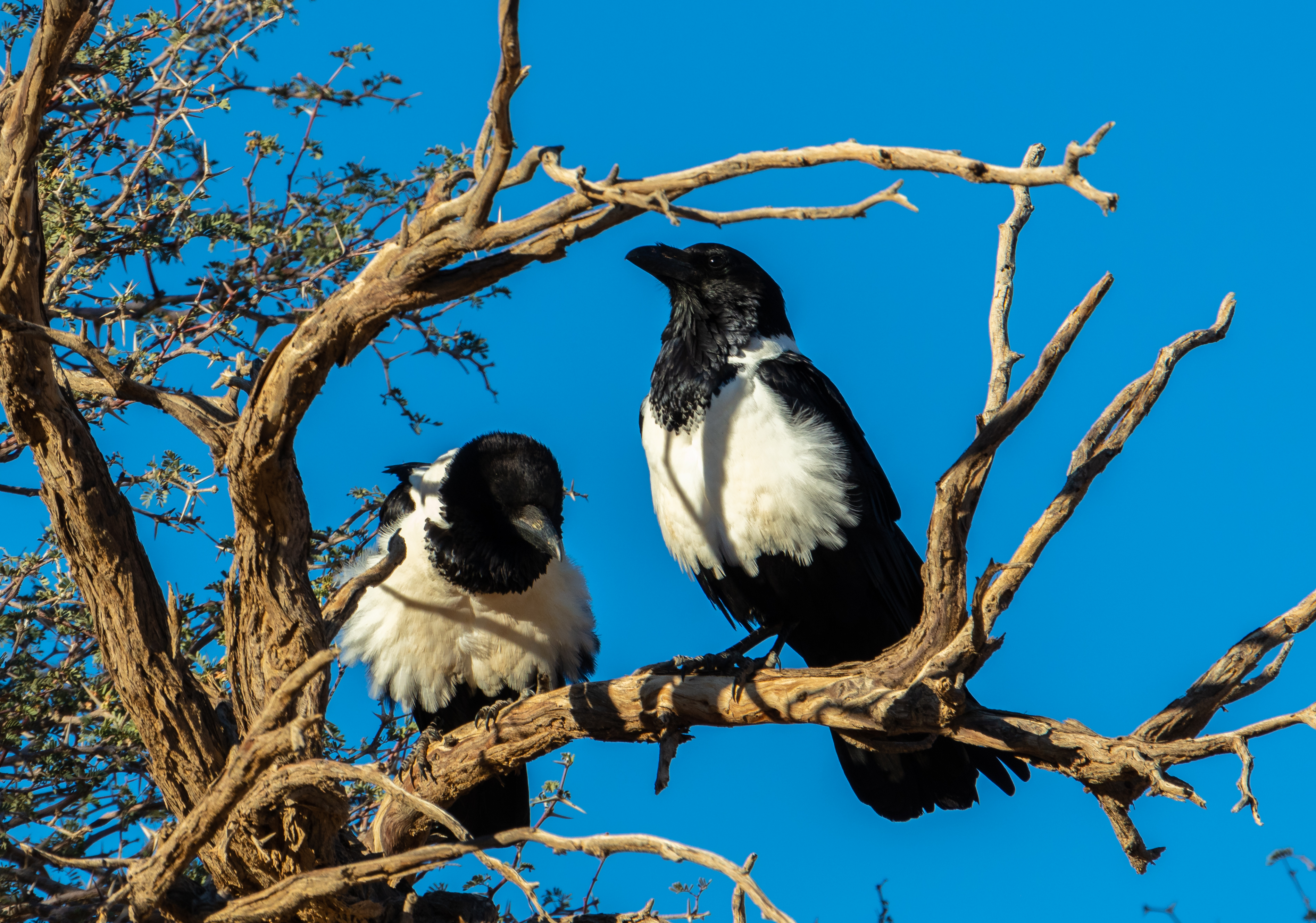
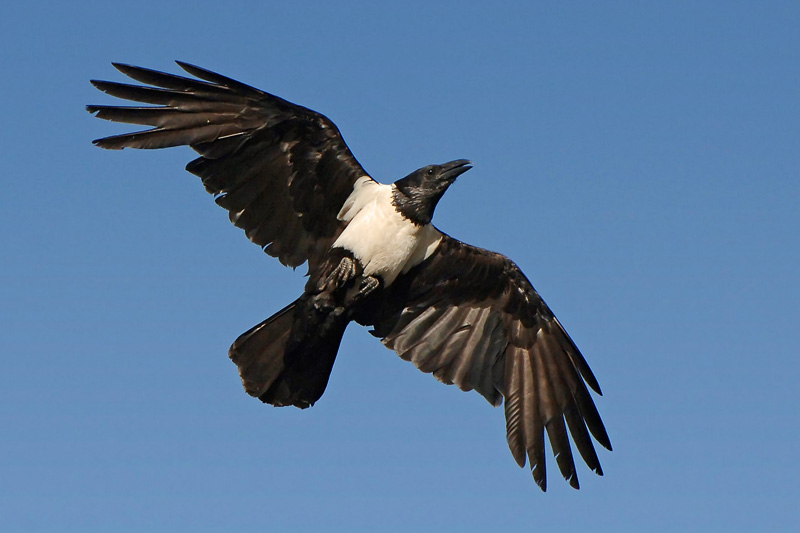

## Répartition et habitat
Cet oiseau est très répandu en Afrique tropicale, notamment sur la côte est, à Madagascar et aux Comores. En France, on le trouve en abondance à Mayotte. On trouve les corbeaux pie dans une grande variété d’habitats, même aux abords et au sein des villages et villes. 

### Espèce exotique et parfois exotique invasive
En décembre 2016 la présence permanente d'individus de cette espèce, d'origine africaine, est attestée pour la première fois en Turquie.
Des corbeaux pie ont également été recensés au Portugal, en Espagne, en France, aux Pays-Bas et au Yemen.